# 다카미네촌 (가나가와현)
다카미네촌(일본어: 高峰村)은 일본 가나가와현의 중앙부 아이코군에 위치했던 촌이다. 1955년 1월 15일에 구 아이카와정과 합병해 아이카와정이 되었다.

## 역사
- 1889년 4월 1일 - 정촌제 시행에 의해 아이코군 다카미네촌이 성립하였다.
- 1955년 1월 15일 - 구 아이카와정과 합병해 아이카와정이 되었다.

## 참고 문헌
- 角川日本地名大辞典編纂委員会,『角川日本地名大辞典 神奈川県』1984, 角川書店